# Koźniewo Wielkie
Koźniewo Wielkie (prononciation : [kɔʑˈɲɛvɔ ˈvjɛlkʲɛ]) est un village polonais de la gmina de Sońsk dans le powiat de Ciechanów de la voïvodie de Mazovie dans le centre-est de la Pologne.
Le village possède une population de 308 habitants en 2006.

## Histoire
De 1975 à 1998, le village appartenait administrativement à la voïvodie de Ciechanów.